# Velká synagoga (Győr)
Velká synagoga v maďarském městě Győr je bývalá synagoga, která slouží jako konferenční a kulturní centrum.

## Historie
Novorománská budova na osmibokém půdorysu podle plánů architekta Jakoba Moderna byla postavena v letech 1868 až 1870. Během prvních 50 let její existence se místní komunita rozrostla na více než 5 500 členů, což si žádalo rozšíření stavby.
V roce 1925 byla vypsána soutěž, v níž zvítězil budapešťský inženýr Dávid Jónás. Mohl však být realizován pouze nejlevnější návrh od společnosti Pittel und Brausewetter AG. Bohoslužby se znovu konaly od léta 1926, i když stavební práce trvaly až do listopadu následujícího roku.

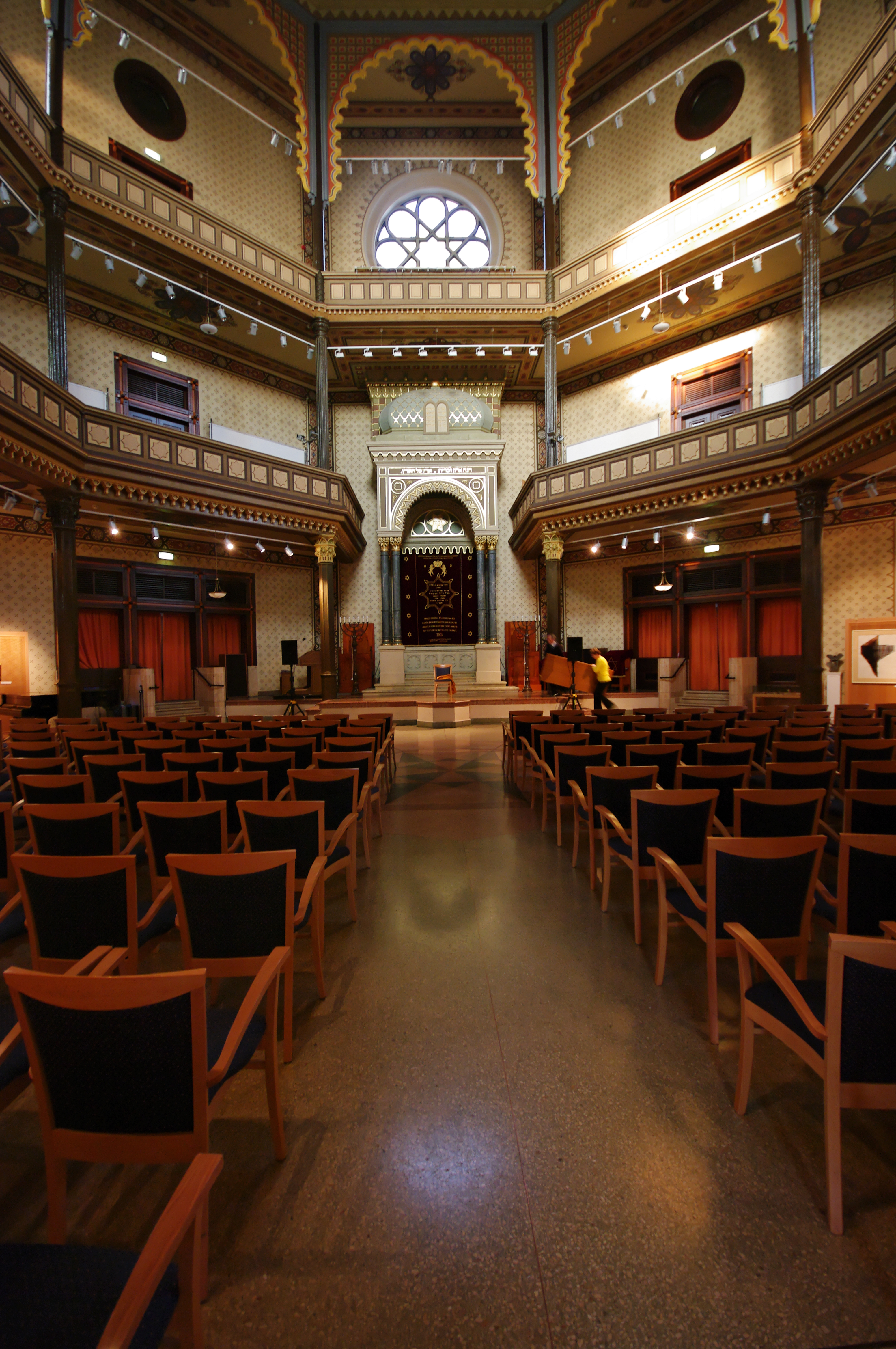

Po deportaci mnoha evropských Židů během druhé světové války byla v roce 1946 synagoga znovu vysvěcena. Počet věřících však klesl z 5 700 na 780, a synagoga tak začala chátrat, protože se nedařilo získat dostatek prostředků na údržbu.
V roce 1968 budovu koupilo město Győr a využívalo ji jako kanceláře a sklady.
V 80. letech 20. století byla realizovány první restaurátorské práce. Fasáda byla opravena v letech 1994/95. První restaurování interiéru od vzniku synagogy bylo zahájeno v roce 2004.

## Architektura
Dvoupatrovému interiéru dominuje velkolepá kupole. Měří v průměru 14 metrů a její vrchol je ve výšce 30 metrů. Schránka na Tóru, lustr a další zařízení byly vyrobeny ve Vídni. Řezbářské a kamenosochařské práce a vitráže jsou dílem místních řemeslníků. K dispozici je 400 míst.
Hlavní průčelí často sloužilo jako vzor pro evropské synagogy ve stylu pozdního historismu po celé Evropě.